# 嗜血法医 (第五季)
《嗜血法医》第五季于2010年9月6日正式上映，该季共有12集，主要讲述德克斯特·摩根如何应对妻子莉塔·贝内特的死亡。

## 角色

### 主要角色
- 米高·C·賀爾 飾 德克斯特·摩根（Dexter Morgan）
- 珍妮佛·卡本特 飾 黛柏拉·摩根（Debra Morgan）
- 蘿倫·菲立茲 飾 玛丽亚·拉格塔
- 戴维·萨亚斯 飾 安吉尔·贝提斯塔（Angel Batista）
- 詹姆斯·瑞马尔 飾 哈利·摩根（Harry Morgan）
- 李升熙 飾 文斯·马苏卡（Vincent Masuka）
- 德斯蒙德·哈林顿 飾 乔·奎恩（Joey Quinn）
- 朱丽娅·斯蒂尔斯 飾 卢蒙·皮尔斯（Lumen Pierce）

### 次要角色
- 玛利亚·多耶·肯尼迪 饰 桑娅（Sonya），出演8集
- 彼得·威勒 饰 斯坦·利迪（Stan Liddy），出演8集
- 阿普丽尔·赫尔南德兹 饰 曼泽（Cira Manzon），出演8集
- 约翰·李·米勒 饰 乔丹·切斯（Jordan Chase），出演6集
- 克里斯蒂娜·罗宾逊 饰 爱斯特·贝内特（Astor Bennett） ，出演4集
- 普雷斯顿·贝利 饰 科迪·贝内特（Cody Bennett） ，出演3集
- 肖恩·海托西 饰 博伊德·福勒（Boyd Fowler），出演2集
- 傑弗瑞‧佩爾森 饰 汤姆·马修斯（Tom Matthews），出演2集
- 朱莉·本茨 饰 莉塔·摩根（Rita Morgan），出演1集

## 剧组
嗜血法医第五季剧组大致保留了前几季的人员，包括约翰·歌德韦恩、莎拉·希尔顿、斯科特·巴克和米高·C·贺尔，而前几季的执行制片克莱德·菲利普斯则在第五季结束后退出剧组。除此之外，曼尼科图则是新加入嗜血法医剧组的。第四季的监管制片人提摩太·蒂姆和温迪·韦斯特在第五季时被晋升为副执行制片，第四季的制片人劳伦则被晋升为监管制片人。

## 集數
| 總集數 | 集數 （季） | 標題                               | 導演            | 編劇                    | 首播日期       | 美國收視人數 （百萬） |
| ------ | ----------- | ---------------------------------- | --------------- | ----------------------- | -------------- | --------------------- |
| 49     | 1           | 我的错 My Bad                      | 史蒂夫·希尔     | 催普·強納生             | 2010年9月26日  | 1.77                  |
| 50     | 2           | 你好，小土匪 Hello, Bandit         | 约翰·戴尔       | 斯科特·巴克             | 2010年10月3日  | 1.70                  |
| 51     | 3           | 近乎完美 Practically Perfect       | 歐內斯特‧迪克森 | 曼尼‧科图               | 2010年10月10日 | 1.86                  |
| 52     | 4           | 美女与野兽 Beauty and the Beast    | 米兰            | 吉姆‧莱纳德             | 2010年10月17日 | 1.79                  |
| 53     | 5           | 第一滴血 First Blood               | 罗密欧·帝隆     | 提摩太·蒂姆             | 2010年10月24日 | 1.94                  |
| 54     | 6           | 大白天下 Everything is Illumenated | 史蒂夫·希尔     | 温迪·韦斯特             | 2010年10月31日 | 1.63                  |
| 55     | 7           | 圣光保佑 Circle Us                 | 约翰·戴尔       | 斯科特·巴克             | 2010年11月7日  | 1.90                  |
| 56     | 8           | 争而取之 Take It!                  | 罗密欧·帝隆     | 曼尼‧科图 、温迪·韦斯特 | 2010年11月14日 | 1.94                  |
| 57     | 9           | 少年不识愁滋味 Teenage Wasteland   | 歐內斯特‧迪克森 | 劳伦                    | 2010年11月21日 | 2.11                  |
| 58     | 10          | 事之初 In the Beginning            | 基思‧戈登       | 斯科特·雷诺兹           | 2010年11月28日 | 2.54                  |
| 59     | 11          | 别了，迈阿密 Hop a Freighter       | 约翰·戴尔       | 斯科特·巴克             | 2010年12月5日  | 2.26                  |
| 60     | 12          | 镜花水月 The Big One               | 史蒂夫·希尔     | 催普·強納生 、曼尼‧科图 | 2010年12月12日 | 2.48                  |